# Великий Кал (Іванчна Гориця)
Великий Кал (словен. Veliki Kal) — поселення в общині Іванчна Гориця, Осреднєсловенський регіон, Словенія. Висота над рівнем моря: 448,2 м.